# Cestrum laevigatum
Cestrum laevigatum är en potatisväxtart som beskrevs av Diederich Franz Leonhard von Schlechtendal. Cestrum laevigatum ingår i släktet Cestrum och familjen potatisväxter. Inga underarter finns listade i Catalogue of Life.

## Bildgalleri

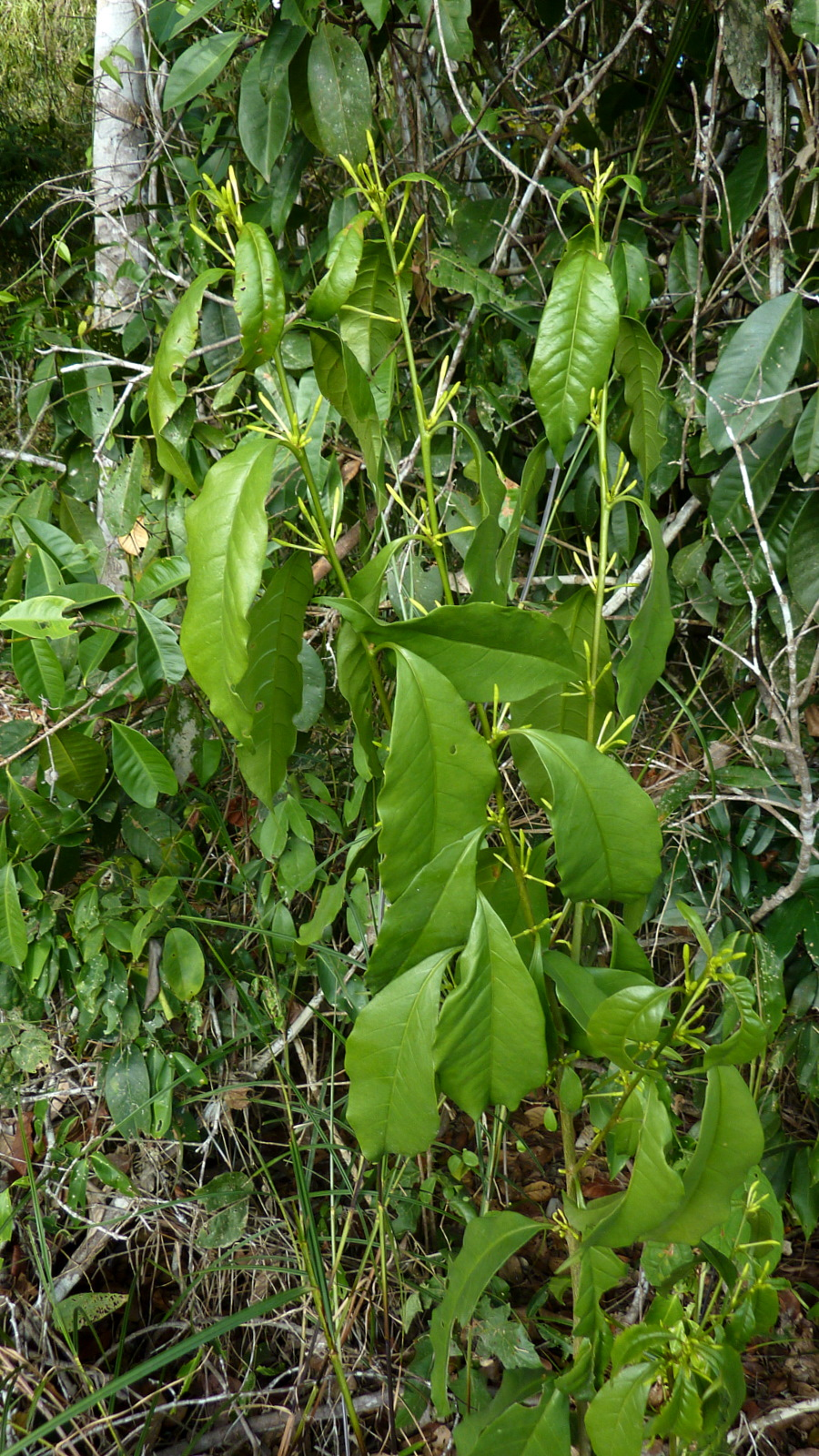